# Meconopsis florindae
Meconopsis florindae är en vallmoväxtart som beskrevs av F. K. Ward. Meconopsis florindae ingår i släktet bergvallmor, och familjen vallmoväxter. Inga underarter finns listade i Catalogue of Life.